# Nobleza de Polonia y Lituania

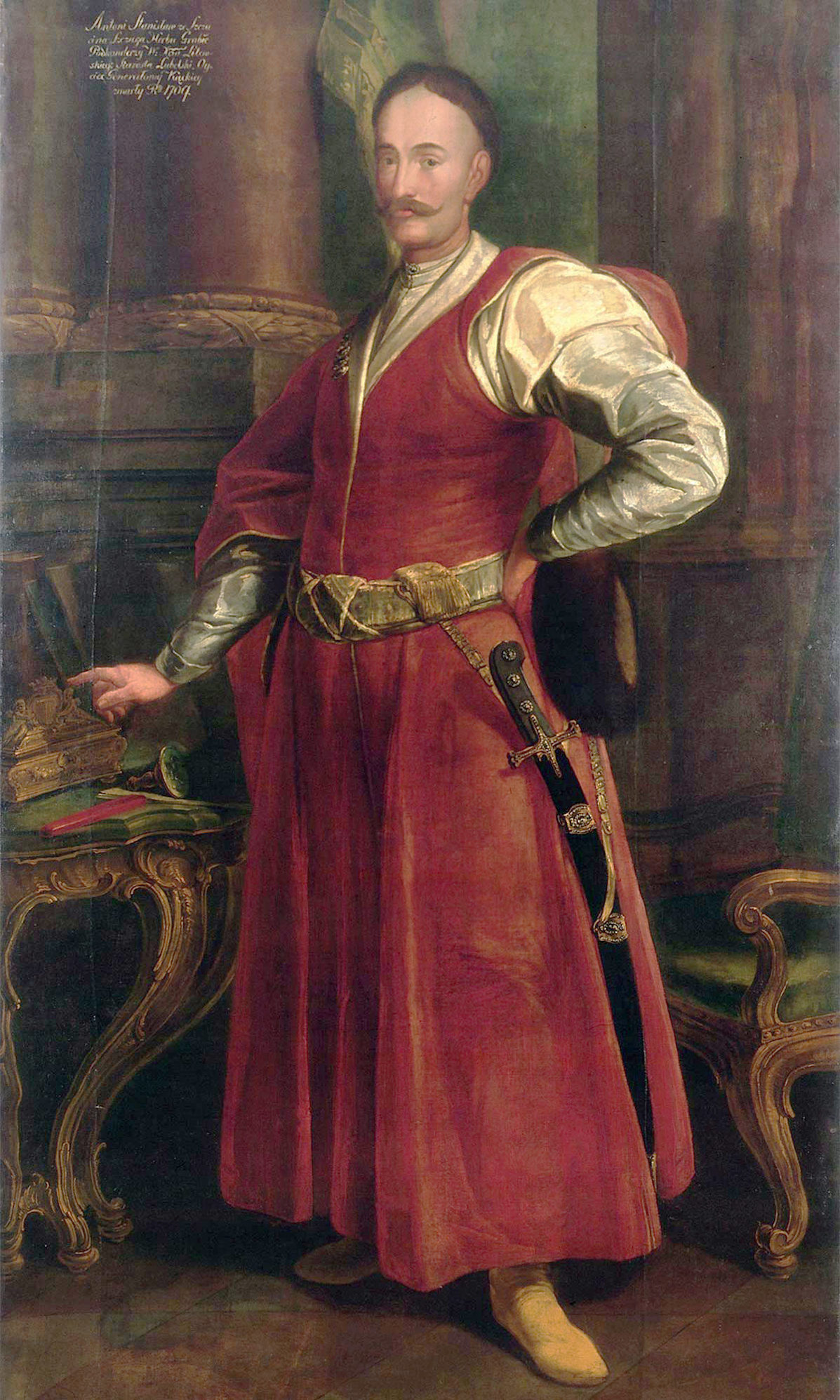
Szlachcic polaco del siglo. Estanislao Szczuka de Grabie

Szlachta (pronunciado [ˈʃlaxta], /shlájta/) era el nombre coloquial de la nobleza en el Reino de Polonia y el Gran Ducado de Lituania. La unión de ambos países formó la llamada República de las Dos Naciones. La szlachta surgió en la Edad Media y existió a través de los siglos incluidos el siglo XIX y principios del siglo XX. Tradicionalmente, sus miembros eran propietarios de las tierras, generalmente en forma de latifundios. La szlachta gozó de sustanciales y casi exclusivos privilegios políticos hasta los Repartos de Polonia ya casi en el siglo XIX. Las distinciones de la nobleza fueron oficialmente abolidas por la Constitución de Polonia de marzo de 1921 (aunque parcialmente restablecidas por la Constitución de 1935). Entretanto la calidad de miembro de la szlachta permanece siendo reivindicada en algunos círculos de la sociedad polaca, dentro y fuera del país.
Al decir de autores como Piotr Paweł Bajer y Czesław Miłosz, la Nobleza poseía su propia cultura, su propia escala de valores y su propio estilo de vida. “Siendo tan numerosa, el conjunto de sus formas de ser y actuar influyó ampliamente en el resto de la sociedad, que se impregnó de muchas de ellas. Algunos aspectos de su influencia cultural pueden verse incluso en la Polonia actual”.

## Etimología
El término polaco szlachta designaba a la "clase de los nobles". Abarcaba la idea de hidalguía o nobleza de sangre: un noble específico era llamado szlachcic, una noble, szlachcianka.
Antiguos historiadores polacos creían que debía derivar del nombre del legendario Príncipe Lech, mencionado en escritos polacos y checos. Algunos simplemente opinaban que szlachta significaba "lechitianos" o "la gente de Lech" (en polaco moderno, z Lecha), probablemente para referirse a los clanes guerreros en la tribu de Lech. Aún en nuestros días, algunos ucranianos se refieren a los polacos como lakhy (o “lechitianos”); en cuanto a los turcos, usan el término "lekh".
Otra teoría sugiere que szlachta procede del alemán antiguo geschlecht o slahta ("casa, familia, heredad"), como lo hacen muchas otras palabras polacas con relación a la nobleza —por ejemplo, la palabra polaca rycerz ("caballero", del alemán ritter) y el polaco herb ("herencia", “escudo de armas”, del alemán erbe)—. Los polacos del siglo XVII consideraban que szlachta venía del alemán schlachten ("matar" o "abatir"); también es sugestiva la palabra alemana Schlacht ("batalla").
Términos relacionados que podían ser aplicados a los antiguos nobles polacos eran rycerz ("caballero"), en latín nobilis ("noble"; plural: nobiles) y możny ("poderoso"; plural: możni). Posteriormente, los más poderosos fueron llamados "magnates" (en singular: magnat).

## Orígenes

### Polacos
La nobleza polaca se originó de una clase de guerreros eslavos, formando un elemento distinto dentro del antiguo agrupamiento tribal polaco: los clanes nobles. A este elemento se agregó la inmigración nórdica, puesto que los Príncipes acostumbraban a “contratar” para su guardia personal (“Drużyna”), a huestes vikingas, a las cuales pagaban con tierras y siervos, que ponían también a cargo de los castillos o plazas fuertes desde los cuales controlaban sus dominios.
Próximo al siglo XIV había poca diferencia entre los llamados “caballeros” y aquellos ya referidos en Polonia como nobles. El integrante de la szlachta tenía la obligación personal de defender el país (pospolite ruszenie). Así se tornó en la clase social privilegiada del reino.

### Lituanos
En Lituania y en Prusia, antes de la creación del Estado lituano por Mindaugas los nobles eran llamados boyardos 'bajorai' y la Alta nobleza 'kunigai' o 'kunigaikščiai' (Príncipes). En el proceso de establecimiento del Estado fueron gradualmente subordinados a Grandes Duques (“Kniaz”).
Luego de la unión heráldica, (Unión de Horodło), la nobleza lituana adquirió iguales derechos a la “szlachta” polaca, y durante siglos comenzaron a asimilar como propio el idioma polaco, por más que preservaron su autonomía nacional como Gran Ducado, y en la mayoría de los casos reconocían sus raíces lituanas.
El proceso de “polonización” se completó, aunque en el correr de bastante tiempo. Al comienzo solo las familias de los magnates fueron afectadas, luego incluyó gradualmente a amplios grupos de la población.

### Rutenos
En Rutenia (Bielorrusia y Ucrania occidental) la nobleza dirigió gradualmente su lealtad hacia el multicultural y multilingüista Gran Ducado de Lituania después de que el viejo principado de Hálych se convirtiera en una parte de él. Muchas familias nobles rutenas se enlazaron con familias lituanas y polacas.
Los derechos de los nobles ortodoxos eran nominalmente iguales a los que gozaban el resto de los nobles polacos y lituanos, pero estuvieron bajo constante presión para convertirse al catolicismo.

## Ascenso al poder

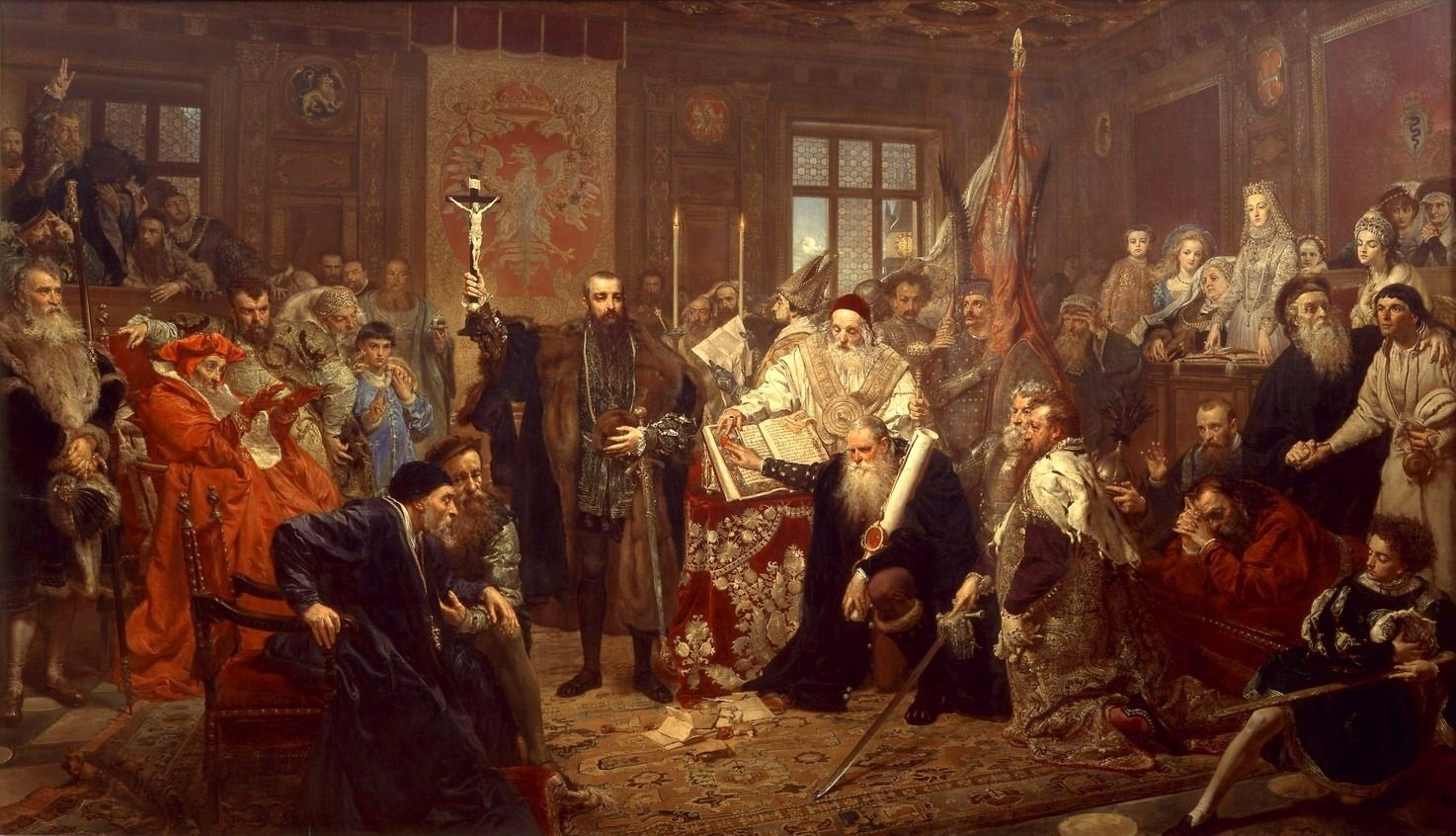
"Unión de Lublin" (1569). Pintura de Jan Matejko, 1869, Museo Nacional, Varsovia.

Los nobles nacían en una familia noble, eran adoptados por un clan noble por iniciativa de algún Señor importante (esto fue abolido en 1633), o se tornaban nobles al ganar el título del Rey o del Sejm por varias razones: bravura en combate, excelentes servicios prestados al Estado, etc.
La nobleza polaca gozaba de muchos derechos que no tenían las clases nobles de otros países y, como era típico, cada nuevo monarca le concedía privilegios adicionales. Estos privilegios formaron la base de la "Libertad dorada" en la República de las Dos Naciones. A pesar de tener un rey, Polonia era llamada "República" (Rzeczpospolita), debido a que el rey era elegido por todos los diputados de la nobleza. Polonia era considerada propiedad de esa clase, no del rey o de la dinastía reinante. Este estado de cosas creció en parte debido a la extinción de la línea masculina de los descendientes de las antiguas dinastías reales (primero los Piastas y luego los Jagiellones), y la selección por la nobleza de los reyes polacos entre los descendientes de esas dinastías por la línea femenina.
Sucesivos reyes concedieron privilegios a la nobleza en el momento de sus elecciones al trono (los privilegios estaban especificados en los Pacta Conventa, o pactos convenidos del rey electo) y en otras ocasiones, en permutas (ad hoc) por el permiso para aumentar algún tributo o la leva en armas de la nobleza (pospolite ruszenie). De este modo, la nobleza de Polonia acumuló una creciente colección de privilegios e inmunidades:
- En 1355 el rey Casimiro III el Grande decretó en Buda el primer privilegio de ámbito nacional para la nobleza, a cambio del acuerdo de estos en que, a falta de herederos masculinos, el trono pasaría a su pariente, el rey Luis el Húngaro. Decretó que la nobleza estaría exenta por muchos años de pagar tributos 'extraordinarios', o de financiar con sus propios fondos las expediciones militares fuera de Polonia. También prometió que durante los viajes de la corte real, el rey y la corte pagarían todos los gastos relacionados con el uso de facilidades de la nobleza local.

- En 1374 el rey Luis el Húngaro aprobó los Privilegios de Koszyce (przywilej koszycki o ugoda koszycka) en la ciudad de Koszyce a fin de garantizar el trono polaco a su hija Jadwiga. Amplió la definición de quién era miembro de la nobleza y la eximió de toda clase de impuestos, menos uno, el łanowy, relacionado con la cuestión de las propiedades. Además de eso, el derecho del Rey a crear impuestos fue abolido; ningún nuevo impuesto sería creado sin la autorización de la nobleza. Desde aquel día en adelante, también los cargos provinciales (urzędy ziemskie) eran reservados exclusivamente para la nobleza local y le estaba prohibido al rey conceder puestos oficiales o la mayoría de los castillos polacos a caballeros extranjeros. Finalmente, este privilegio obligaba al Rey a pagar indemnizaciones a los nobles heridos o aprisionados durante una guerra fuera de las fronteras polacas.

El hito más importante en la integración de la nobleza polaco-lituana en una sola clase social fue la Unión de Horodlo (“Unia horodelska”) en 1413, en que gran parte de los boyardos lituanos fueron “adoptados” por los clanes nobles polacos, “en masa”, con el consiguiente derecho a usar los escudos de armas polacos.
- En 1422 el rey Vladislao II Jagiello estableció mediante los Privilegios de Czerwińsk (przywilej czerwiński) la inviolabilidad de las propiedades de los nobles (sus bienes no podrían ser confiscados excepto por un veredicto de la corte) y cedió algunas jurisdicciones sobre política fiscal al Consejo Real de Polonia (más tarde, Senado), incluyendo el derecho a acuñar moneda.

- En 1430 con los Privilegios de Jedlnia, confirmados en Cracovia en 1433 (przywileje jedlneńsko-krakowskie), basados parcialmente en su anterior privilegio de Brześć Kujawski (25 de abril de 1425), el rey Vladislao II Jagiello concedió a la nobleza una garantía contra la prisión arbitraria, semejante al Habeas corpus de la Carta Magna inglesa, conocido en su propio nombre latino Neminem Captivabimus (nisi jure victim). A partir de aquella fecha, ningún miembro de la nobleza podría ser preso sin el mandato de un tribunal competente de justicia: el rey no podía ni castigar ni aprisionar a cualquier noble por su capricho. El rey Vladislao II recibió por esto la garantía de los nobles de que su trono sería heredado por uno de sus hijos (que mantendría los privilegios hasta entonces concedidos a los nobles). El mismo rey publicó el 2 de mayo de 1447 los Privilegios de Wilno, que otorgaban a los nobles lituanos los mismos derechos que la szlachta polaca poseía.

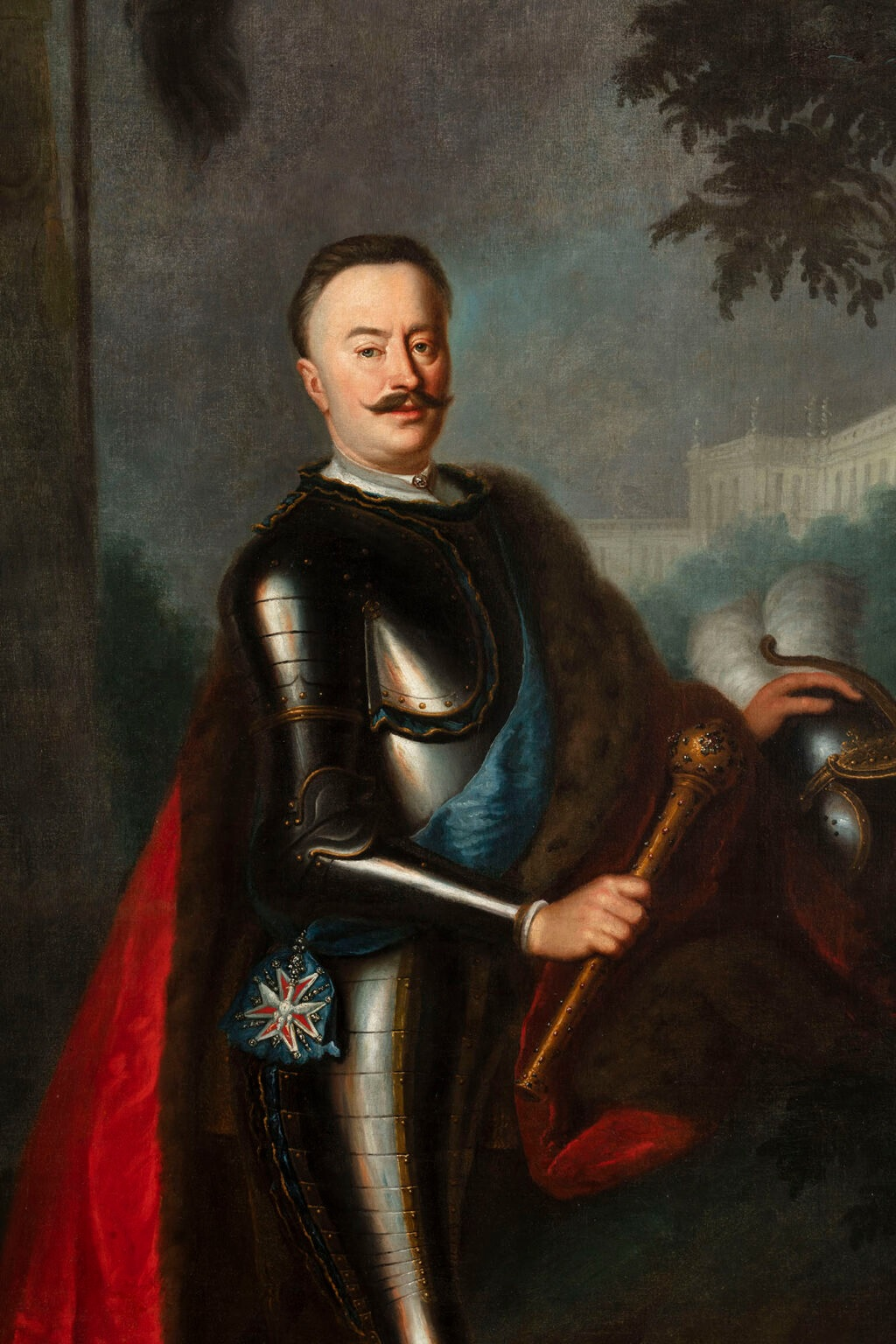
Juan Clemente Branicki de Gryf empuñando la buława de Hetman.

- En 1454 el rey Casimiro IV Jagellón dio su acuerdo a los Estatutos de Nieszawa (statuty cerkwicko-nieszawskie), clarificando las bases legales de los Palatinados (o provincias) y de los sejmiks (parlamentos locales). El rey podría promulgar nuevas leyes, crear impuestos o convocar para servir en el ejército (pospolite ruszenie) solamente con el consentimiento de los sejmiks, y la nobleza estaba protegida de abusos judiciales. Los Estatutos de Nieszawa también refrenaban el poder de los magnates, así como el “Sejm” (parlamento nacional) recibía el derecho de elegir varios cargos, incluyendo el de Juez, conde Palatino y “conde Castellano” (gobernador de una plaza fuerte y sus alrededores). Estos privilegios fueron exigidos por la szlachta como una compensación por su participación en la Guerra de los Trece Años.

La primera "Elección libre" (wolna elekcja) de un rey aconteció en 1492. (Sin duda, algunos reyes polacos anteriores habían sido elegidos con la ayuda de los clanes nobles, como aquella que colocó en el trono al rey Casimiro II el Justo, abriendo el precedente para las elecciones libres.) Solamente los senadores votaron en la elección de 1492, que fue ganada por Juan I Alberto. Para mantener la Dinastía Jagiellon, solamente miembros de aquella familia real fueron considerados elegibles; más tarde, no se harían restricciones para escoger a los candidatos al trono.
- En 1493 el parlamento nacional, el “Sejm”, comenzó a reunirse cada dos años en la ciudad de Piotrków. Estaba compuesto por dos cámaras: un Senado (“Senat”) de 81 obispos y otros grandes dignatarios, y un Sejm de 54 diputados (poseł) representando sus respectivos sejmiks (o parlamentos nobles provinciales). El número de los senadores y diputados aumentaría más tarde.

- El 26 de abril de 1496, el rey Juan I Alberto concedió los Privilegios de Piotrków (przywilej piotrkowski, konstytucja piotrkowska o statuty piotrkowskie), aumentando el poder de la nobleza feudal sobre los siervos. Ató al campesino a la tierra, haciendo que apenas le fuese permitido a un hijo (no al mayor) dejar la hacienda; a las personas de las ciudades o burgueses (mieszczaństwo) les estaba prohibido adquirir tierras; y las posiciones de jerarquía en la Iglesia les serían dadas solo a los nobles.

- El 23 de octubre de 1501, la Unión regia de Polonia y Lituania fue reformada en Mielnik como la Unión de Mielnik (unia mielnicka, unia piotrkowsko-mielnicka). En ese momento comenzó la tradición de la coronación real por el Sejm (Sejm koronacyjny). Una vez más, la pequeña nobleza intentó reducir el poder de los magnates con una ley que los tornó sujetos al posible juicio ante el Senado por conducta ilegal. Con todo, el Acta de Mielno (Przywilej mielnicki) del 25 de octubre fortaleció aún más a los magnates. A los nobles les fueron concedidos los derechos de rehusarse a obedecer al Rey o a sus representantes —en latín, non praestanda oboedientia—, a formar "Confederaciones" (asambleas y/o movimientos políticos en las que las decisiones se tomaban por mayoría) y a hacer rebeliones armadas (“rokosz”) contra el rey o representantes del Estado en caso de que los nobles hallasen que la ley o sus legítimos privilegios estaban siendo infringidos.

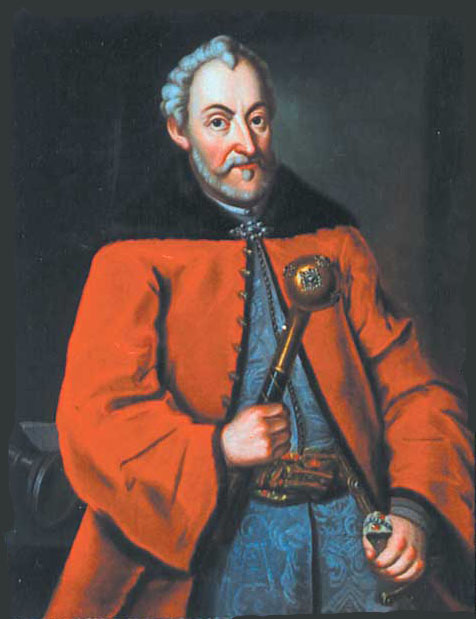
El Hetman y Canciller Juan Zamoyski de Jelita, prócer máximo de la "República".

- El 3 de mayo de 1505, el rey Alejandro I Jagellón firmó el Acta de Nihil Novi (nisi commune consenso), en español: "Nada de nuevo (sin nuestro consentimiento)". Este prohibía al rey aprobar cualquier ley nueva sin el consentimiento de los representantes de la nobleza, en el “Sejm” y el Senat reunidos, lo que causó un mayor fortalecimiento de la posición política de la nobleza. Básicamente, este acto transfirió los poderes legislativos del rey al “Sejm”. Esta fecha es recordada como el inicio de la (Primera) “República” (Rzeczpospolita).

- En 1520 el Acta de Bydgoszcz garantizó al “Sejm” el derecho a reunirse cada cuatro años, con o sin permiso del rey.

En este tiempo el "movimiento ejecucionista" (egzekucja praw--"ejecución de las leyes") comenzó a tomar forma. Sus miembros buscaban en el “Sejm” disminuir el poder de los magnates y fortalecer el poder del rey y del país. En 1562 en el “Sejm” en Piotrków ellos forzarían a los magnates a devolver al rey muchas tierras arrendadas por la corona y al rey a crear un ejército permanente (wojsko kwarciane). Uno de los miembros más importantes de este movimiento fue Jan Zamoyski. Luego de su muerte en 1605, el movimiento perdió su fuerza política.
Hasta la muerte de Segismundo II Augusto, el último rey de la dinastía Jagiellon, los monarcas solo podían ser electos dentro de la familia real. Con todo, a partir de 1573, prácticamente cualquier noble polaco o extranjero de sangre real podría convertirse en monarca polaco-lituano. Todo rey recién elegido tendría que firmar dos documentos —los Pacta conventa (en castellano "condiciones convenidas")—, una confirmación de las promesas del rey antes de la elección y los Artículos enriqueños (artykuły henrykowskie, así llamados debido al primer rey electo por elecciones libres, Enrique de Valois). El documento sirvió más tarde dcomo una virtual constitución polaca y contenía las leyes básicas de la “República”:
- Libre elección del rey;
- Tolerancia religiosa;
- El Sejm se reuniría cada dos años;
- Política exterior controlada por el “Sejm”;
- Un consejo consultivo real escogido por el “Sejm”;
- Cargos oficiales restringidos a los nobles polacos y lituanos;
- Impuestos y monopolios propuestos solo por el parlamento;
- Derecho de los nobles a desobedecer al rey en caso de que este incumpliese cualquiera de estas leyes.

- En 1578 el rey Esteban I Báthory creó el "Tribunal de la Corona" con la intención de reducir la enorme presión sobre la Corte Real. Esto colocó mucho del poder jurídico de los monarcas en las manos de los diputados electos por la szlachta, fortaleciendo en el futuro a la clase noble. En 1581 el Tribunal de la Corona se unió a su correspondiente Ducal en Lituania.

### Transformación enpropietariosdel Estado aristocrático
Por muchos siglos, los miembros ricos y poderosos de la szlachta buscaron recibir privilegios legales sobre sus "iguales". Algunos szlachcics eran lo suficientemente ricos para ser conocidos como Magnat (karmazyni — o "carmesíes" debido al color rojo de sus botas). Un verdadero magnate debía ser capaz de conocer el nombre de sus antepasados de muchas generaciones y poseer, como mínimo, veinte poblados o grandes haciendas. Debía poseer también un cargo de destaque en el gobierno.
Algunos historiadores calculan que el número de magnates representaba menos del 1% del total de la szlachta. Ésta estaba compuesta a comienzos del siglo XVIII por cerca de 1 millón de nobles (unas 70 000 familias), solamente 200 o 300 familias podían ser clasificadas como Grandes Señores con posesiones e influencia a nivel nacional, de éstos cerca de 30 o 40 podían ser considerados con gran impacto en la política del país.
Los magnates recibían frecuentemente presentes de los monarcas, que aumentaban significativamente sus fortunas. En general, estos presentes eran apenas temporarios, empréstitos, que los magnates nunca devolvían (en el siglo XVI, la oposición “antimagnates” entre la szlachta fue conocida como ruch egzekucji praw - movimiento para ejecución de las leyes - y exigía que todas aquellas posesiones retornasen a su verdadero propietario, el rey). Una de las más importantes victorias de los magnates fue, en el siglo XVI, el derecho de crear las ordynacjas (o Mayorazgos, propiedades que no podrían ser divididas entre sus herederos, dejándolas en su totalidad para el hijo mayor), cosa que aseguraba que una familia que tuviese riqueza y poder pudiese fácilmente preservarlos. Ordynacjas como las de las familias Radziwiłł, Zamoyski, Czartoryski o Lubomirski solían rivalizar en influencia con la del rey y fueron importantes bases del poder de los magnates.
Con los Repartos de Polonia, los magnates finalmente consiguieron el reconocimiento por ley de lo que ellos pedían. La igualdad entre la szlachta nunca más sería alcanzada, una vez que el sistema de leyes de las potencias particionantes solamente reconocían a la aristocracia privilegiada y trataron a la szlachta más pobre como ciudadanos comunes, o en casos extremos, como campesinos.
Todos los privilegios de la szlachta fueron abolidos tras la Segunda Guerra Mundial bajo el régimen comunista o República Popular de Polonia.

## Cultura de laszlachta

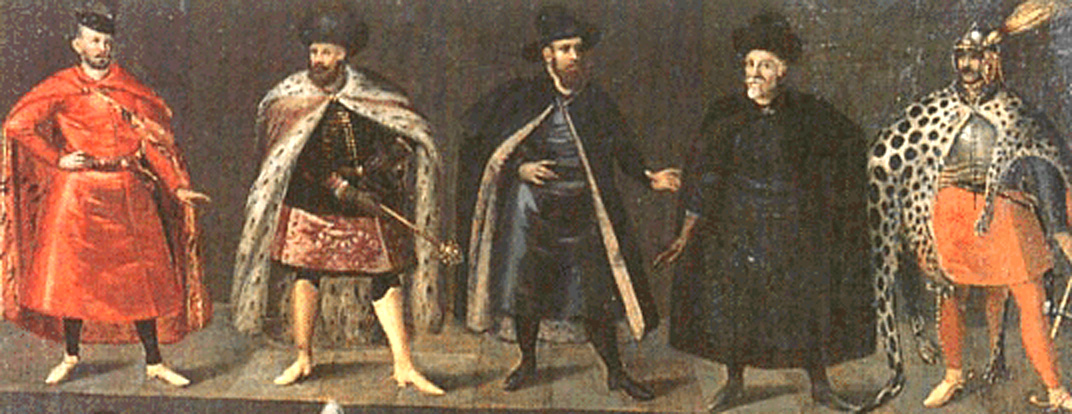
Nobles polacos, inicio del.

La nobleza polaca difería en muchos aspectos de la nobleza de otros países. La diferencia más importante era que, en cuanto en la mayoría de los países europeos la nobleza perdió fuerza frente a las monarquías absolutistas, en Polonia ocurrió lo contrario: la nobleza ganó poder a costa del monarca, y el sistema político evolucionó hacia una parcial democracia (y finalmente la anarquía).
La nobleza de Polonia era también más numerosa que las de todos los otros países europeos, pues representaba el 8% del total de la población (1791) y en algunas regiones más pobres (por ejemplo, en la zona del ducado de Mazovia, llegó aproximadamente al 30%. En contraste, la nobleza de otros países europeos, tal vez con excepción de España y Portugal, era del 1 a 3%.
Existían varias maneras de ascender socialmente a la nobleza. La nobleza de Polonia, a diferencia de la aristocracia de Francia, no era excesivamente rígida ni una clase tan cerrada. Burgueses importantes, campesinos propietarios, guerreros Tártaros musulmanes, e incluso descendientes de judíos conversos, podían ascender en la sociedad polaca. Debido a esto la clase noble de Polonia era más estable que las de otros países y estaba libre de las tensiones sociales y eventuales desintegraciones que caracterizaron la Revolución francesa. Cada szlachcic tenía enorme influencia sobre la política del país, de alguna forma hasta mayor de que la que tienen actualmente los ciudadanos de modernos países democráticos. Entre 1652 y 1791, cualquier noble podía anular todo el procedimiento de un “Sejm” (parlamento nacional) o “Sejmik” (parlamento local) por el ejercicio de su derecho individual al Liberum veto (“Libremente, no permito”), excepto en el caso de un sejm o sejmik de carácter “confederado”.
Todos los hijos de la nobleza polaca heredaban el status de sus nobles padres. Cualquier individuo podría recibir el “status” nobiliario (nobilitacja) por especiales servicios prestados al país. Un noble extranjero podía ser naturalizado como noble polaco (indygenat) por el monarca (más tarde, a partir de 1641, solamente por el “Sejm”).
En teoría al menos, todos los nobles polacos eran iguales socialmente. Los más pobres gozaban de los mismos derechos que los más ricos magnates. Eran pocas las familias, como los Radziwiłł, Potocki o Czartoryski, que ostentaban títulos aristocráticos recibidos de cortes extranjeras, tal como "Príncipe" o "Conde." Todos los otros szlachcic simplemente se trataban unos a otros como "Señor y Hermano" (Panie bracie) o el femenino equivalente.
De acuerdo con su posición financiera, la nobleza podía ser dividida en:
- Magnateria (magnates o alta nobleza) – De 200 a 300 familias extremadamente ricas e influyentes (un 1% de toda la nobleza), de las que medio centenar acaparaba el poder político.
- Szlachta zamozna  (nobleza media) - Familias con bienes de cierta importancia, propietarios tanto de tierras como de siervos ( un 40% de toda la nobleza).
- Szlachta zasciankowa (pequeña nobleza) - Familias de menos recursos, propietarios de tierras pero no de siervos. Su nombre proviene de los villorrios exclusivos para los nobles llamados zascianki (literalmente: amurallados), que eran protegidos por murallas del resto del mundo, sin olvidar la numerosa Szlachta golota (literalmente: chusma noble) – simplemente pobres – (en conjunto, el restante 59% de la nobleza). Es de destacar que hasta fines del siglo XVIII, a la nobleza le estaba prohibido ejercer comercio o industria, so pena de perder su estatus noble, al igual que al antiguo Patriciado romano. De hecho no sería solo ésta una de las enormes influencias del Renacimiento en Polonia.

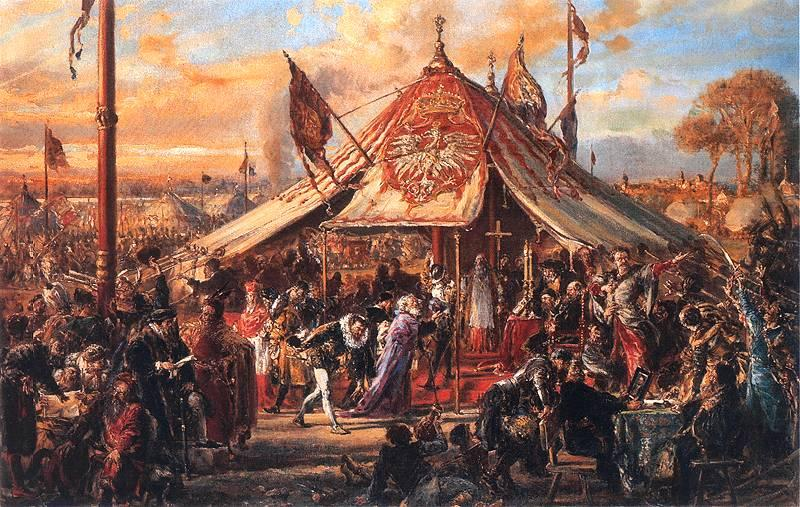
"El poder de la República en su zenit. "Libertad dorada". “La elección de 1573". Pintura de Jan Matejko.

### Heráldica
Los escudos de armas eran muy importantes para la nobleza polaca. Es notable que el sistema heráldico polaco evolucionara separadamente de sus correspondientes occidentales y se diferenciara en muchos aspectos de la heráldica de los otros países europeos.
La diferencia más notable es que, contrariamente a todos los otros sistemas heráldicos europeos, el escudo de armas no "pertenecía" a una familia, sino al contrario, la familia noble es la que pertenecía al blasón. Como consecuencia, era común que muchas familias distintas, sin conexión (algunas veces cerca de 600) compartían/comparten el mismo escudo de armas. Lógicamente, el número de blasones en este sistema era más bien bajo y no excedía a 200 a fines del Medievo (uno para cada “clan noble”) hacia finales de la Edad Media. Posteriormente, el sistema “explotó" en una cantidad de unos 40.000 blasones (incluidas sus variantes) compartidos por unas 70.000 familias nobles.
Para la heráldica polaca clásica, todas las familias de un mismo clan compartían el mismo blasón. Tanto si eran descendientes de un rey, un magnate o un mero señor. Todos los varones y mujeres solteras, de la misma familia, estaban comprendidos dentro de ese derecho, ya que la institución de la “Primogenitura” nunca se generalizó en Polonia. (Solo los Magnates, en los siglos XVIII y XIX, utilizaron un sistema parecido para proteger el patrimonio de su linaje).
Respecto al escudo de armas, lo tradicional es usar solamente el blasón paterno, aunque a partir de los siglos XVIII y XIX algunos “cuartearon” sus blasones según la moda occidental o bien adoptaron “variantes” del original. Por otra parte (y esto importa destacarlo), familias casualmente homónimas, pero pertenecientes a diferentes clanes o blasones, son en realidad familias totalmente distintas.
A diferencia del nombre del clan, que suele originarse en “el Grito de Guerra” y cuyo origen se pierde en la Edad Media, los “apellidos” (o sea, el nombre de la familia) se formaron recién durante los siglos XIV y XV agregando al nombre de la heredad familiar los sufijos “ski” o “cki” (pronunciado “tski”), como Sobieski o Potocki. Este sufijo equivale a decir: “Señor de…”.
Otros tomaron como nombre de familia el nombre propio del antepasado que se considera fundador de la misma. Un noble tiene, por tanto, nombre propio, apellido y un nombre de clan (o escudo de armas). Por ejemplo: “Estanislao Leszczynski, clan Wieniawa” o “blasón Wieniawa” o simplemente: “de Wieniawa”. Costumbre afianzada en el Renacimiento y aparentemente originada en la clásica tria nomina del Patriciado romano.
Asimismo la tradicional diferenciación en cadencias (hijo mayor, hijo menor, etc.) entre los escudos de armas propiamente dicha no se desarrolló en Polonia. Generalmente era el hombre quien heredaba el blasón de su padre (o el de los miembros del clan que "los adoptaba") en tanto que la mujer adoptaba el de la familia de su marido.

### Sarmatismo
La mentalidad predominante e ideológica de la szlachta se manifestó en el "Sarmatismo", un nombre derivado de supuestos ancestros de la szlachta, los Sármatas. Este sistema de creencias constituyó una parte importante de la cultura nobiliaria e influenció en todos los aspectos de sus vidas. Idealizó la vida rural provinciana, la paz, el honor, y popularizó un estilo oriental de vestir e hizo del sable un ítem obligatorio del vestuario noble de todos los días. El sarmatismo sirvió para integrar a la nobleza, (en realidad multiétnica), como también creó un sentimiento casi nacionalista de unidad y orgullo en la Libertad dorada de la szlachta (złota wolność). El conocimiento del latín (difundido como “idioma oficial”) hizo que la mayor parte de la szlachta mezclara libremente el polaco con el latín en las conversaciones diarias.
Al inicio, el sarmatismo, en su forma idealizada, pareció ser un movimiento cultural saludable: impulsó la fe religiosa, la honestidad, el orgullo nacional, el coraje, la igualdad (dentro de la misma clase) y la libertad. Como cualquier doctrina, con todo, que coloca una clase social encima de las otras, acabó finalmente siendo pervertido. El sarmatismo transformó más tarde la fe en fanatismo, la honestidad en ingenuidad política, el orgullo en arrogancia y el coraje en desatino. La igualdad en un concepto de libertad dentro de la szlachta, en ausencia de una sabia coordinación respecto a los intereses nacionales y, finalmente, en anarquía.

### Convicciones religiosas
Antes de la Reforma protestante, la nobleza polaca era en su mayoría católica u ortodoxa. Muchas familias, con todo, adoptaron la fe reformada. Luego de la Contrarreforma, cuando la Iglesia católica recuperó fuerzas en Polonia, la nobleza se volvió casi exclusivamente católica, a pesar del hecho de que el catolicismo no era la religión de la mayoría del Reino (o “República”) (a las Iglesias católica y ortodoxa correspondía un 40 % de la población a cada una, siendo el restante 20 % el judaísmo, el protestantismo y el islam). La szlachta, así como la República, fue extremadamente tolerante hacia las otras religiones. No había casi conflictos basados en la fe, y miembros de la “szlachta” fueron conocidos por haber actuado diversas veces en el sentido de apaciguar conflictos religiosos en ciudades y villas.